# Tênis na Universíada de Verão de 1963
As competições de tênis na Universíada de Verão de 1963 foram disputadas em Porto Alegre, Brasil.

## Quadro de medalhas
| Ordem | País                   | Medalha de ouro | Medalha de prata | Medalha de bronze |   |
| ----- | ---------------------- | --------------- | ---------------- | ----------------- | - |
| 1     | FRG Alemanha Ocidental | 2               |                  | 1                 | 3 |
| 2     | ITA Itália             | 1               | 1                | 2                 | 4 |
| 3     | HUN Hungria            | 1               |                  |                   | 1 |
| 3     | TCH Checoslováquia     | 1               |                  |                   | 1 |
| 5     | JPN Japão              |                 | 1                | 1                 | 2 |
| 6     | FRA França             |                 | 1                |                   | 1 |
| 7     | URS União Soviética    |                 | 1                |                   | 1 |
| 8     | URU Uruguai            |                 | 1                |                   | 1 |
| 9     | BRA Brasil             |                 |                  | 1                 | 1 |